# Melanaphis donacis
Melanaphis donacis är en insektsart. Melanaphis donacis ingår i släktet Melanaphis och familjen långrörsbladlöss. Inga underarter finns listade i Catalogue of Life.